# Beckley (West Virginia)
Beckley is een plaats (city) in de Amerikaanse staat West Virginia, en valt bestuurlijk gezien onder Raleigh County.

## Demografie
Bij de volkstelling in 2000 werd het aantal inwoners vastgesteld op 17.254.
In 2006 is het aantal inwoners door het United States Census Bureau geschat op 16.828, een daling van 426 (-2,5%).

## Geografie
Volgens het United States Census Bureau beslaat de plaats een oppervlakte van
23,8 km², geheel bestaande uit land. Beckley ligt op ongeveer 583 m boven zeeniveau.

## Plaatsen in de nabije omgeving
De onderstaande figuur toont nabijgelegen plaatsen in een straal van 8 km rond Beckley.

## Geboren
- Hulett Smith (1918-2012), gouverneur van West Virginia (1965-1969)
- Chris Sarandon (1942), acteur
- Thomas Carper (1947), senator van Delaware